# أرانا
أرانا (بالبرتغالية: Aranha‏) هو لاعب كرة قدم برازيلي في مركز حراسة المرمى، ولد في 17 نوفمبر 1980 في بوسو أليغري في البرازيل. لعب مع أتلتيكو مينيرو ونادي بالميراس ونادي بونتي بريتا ونادي سانتوس.

## وصلات خارجية
- أرانا على موقع قاعدة بيانات كرة القدم.إي يو (الإنجليزية)
- أرانا على موقع Soccerway.com (الإنجليزية)